# Creatine
Creatine is een organische stikstofverbinding die van nature voorkomt in gewervelden. Creatine is een tussenproduct bij de energievoorziening van spier- en zenuwcellen. In het lichaam wordt creatine gevormd uit drie aminozuren: arginine, glycine en methionine. Creatine wordt in Nederland verkocht als voedingssupplement en is niet geregistreerd als geneesmiddel.

## Bron
Creatine wordt bij mensen gemaakt in de lever. De metabolische voorloper van creatine is guanidinoazijnzuur. Guanidinoazijnzuur wordt met behulp van het enzym guanidinoacetaat N-methyltransferase omgezet in creatine. Creatine kan ook met het voedsel worden opgenomen, de gemiddelde inname per dag is 1 gram. Biefstuk en zoute haring bevatten bijvoorbeeld creatine.

## Afbraak
Creatine wordt omgezet in creatinefosfaat door creatinekinase. Creatinefosfaat kan op zijn beurt een fosfaatgroep afstaan aan ADP, dat dan wordt omgezet in ATP.

## Gebruik
Creatine verbetert de prestaties van de spieren tijdens sterke kortdurende krachtsinspanningen, met veel herhalingen en relatief weinig herstel. Het NOC*NSF geeft aan dat team- en krachtsporters baat kunnen hebben bij creatinesuppletie. Het heeft geen effect bij duursport. Creatine staat niet op een dopinglijst, omdat ook normale voeding creatine kan bevatten. Ook heeft creatine, in tegenstelling tot anabole steroïden, geen androgene werking. Ongeveer 80% van alle sporters heeft voordeel bij creatine-inname, 20% ondervindt geen effect.
Bij creatinegebruik wordt veelal de eerste paar dagen 20 gram per dag gespreid over de dag ingenomen ('ladingsfase'). Daarna wordt gedurende ongeveer een maand 2 gram per dag ingenomen. De inname wordt veelal gecombineerd met de consumptie van koolhydraten.
Een Cochrane-review uit 2011 stelde dat creatine de spierkracht verbetert bij personen met musculaire dystrofie. Supplementen bleken ook bij een inflammatoire vorm van myopathie zinvol, wat niet het geval was bij andere vormen van myopathie. Uit een meta-analyse van 6 studies met een totaal van 192 patiënten blijkt in de groep patiënten die creatine gebruikt de spierkracht met gemiddeld 8,5% toe te nemen in vergelijking met de placebogroep.
Volgens een studie uit 2008 verlengt Creatine de gezonde levensduur van muizen met tien procent.

## Bijwerkingen
Creatine kent nauwelijks ernstige bijwerkingen. Wel kunnen mensen met een gevoelige maag last krijgen van kramp of diarree maar dat is vaak het gevolg van overdosering (ook zou last van winderigheid het gevolg kunnen zijn). Wanneer een gebruiker last heeft van diarree gaat dit vaak vanzelf over, bovendien is het risico op maagklachten groter wanneer creatine in poedervorm opgelost wordt in water, vaak helpt het ook om creatine in capsules in te nemen. Er wordt wel eens gedacht dat je kaal wordt van creatine, maar dat is niet bewezen
Een bijwerking die niet te onderschatten is, betreft de gewichtstoename. In uithoudingssporten zoals marathonlopen en fietsen kan dit zelfs een serieus nadeel zijn. Een gewichtstoename van 2 à 5 kg na enkele weken creatinesuppletie (3g./d) is niet ongewoon. Ook in de zwemsport kan dit erg nadelig zijn omdat de spieren zwaarder worden en het drijfvermogen dus afneemt. Creatine kan zelfs potentieel gevaarlijk zijn indien misbruikt in combinatie met bijvoorbeeld anabole steroïden. Een spiercompartimentsyndroom behoort dan tot de risico's.
Ook zijn er gevallen bekend van mensen die na lang gebruik van creatine last kregen van nierstenen. Het is nooit bewezen dat dit een gevolg was van creatinegebruik. Creatine heeft ook als bijwerking dat het vocht vasthoudt in het lichaam. Een gevolg is dat men minder moet urineren, omdat het lichaam meer water vasthoudt. Ook zijn er bij sommige mannen problemen ondervonden met versnelde haaruitval, maar dat heeft alleen invloed bij wie alopecia androgenetica heeft.